# Comitê de Ajuda ao Desenvolvimento

Estados-membros.

O Comitê de Ajuda ao Desenvolvimento (CAD) é uma organização multilateral, inserida na OCDE, dedicada ao surgimento e evolução das políticas de desenvolvimento dos países integrantes.
Os membros são: Alemanha, Austrália, Áustria, Bélgica, Canadá, Coreia do Sul, Dinamarca, Espanha, Eslovênia, Eslováquia, Estados Unidos, Finlândia, França, Grécia, Países Baixos, Irlanda, Itália, Japão, Luxemburgo, Noruega, Nova Zelândia, Polônia, Portugal, Reino Unido, República Tcheca, Suécia, Suíça.